# Ефемери
Ефемерните растения или ефемери (на старогръцки: ἐφημερίς – на ден, ежедневен) са група тревисти едногодишни растения с много кратък вегетационен период (някои завършват целия си цикъл на развитие за няколко седмици). Тези растения са с есенно-зимно-пролетна вегетация, продължаваща от 1,5 до 2 месеца (пролетна вероника, пясъчна незабравка, диморфна лобода и др.) или до 6 – 8 месеца (Alyssum desertorum, сърповиден рогоглавник и др.). Те играят голяма роля в изграждането на растителната покривка в пустините и полупустините (57 – 63% от видовия състав) и отчасти в степните райони. Ефемерите се отличават с изключителна приспособимост към измененията на външната среда. Ранните пролетни ефемери съхраняват изцяло мезоморфната структура на листата си, а по-късните – ксероморфната, изразена в различна степен. Семената им прорастват през пролетта, а на някои – през есента. Продължителността на покоя на семената и плодовете на ефемерите обикновено съвпада с летния сезон, като жизнеспособността на тревистите и бобовите ефемери се съхранява до 7 години, а при останалите – не повече от 3 години.
Съществуват и подобни на ефемерите многогодишни растения – ефемероиди, при които умира единствено надземната част.